# Kavinsky
Vincent Belorgey, bedre kendt som Kavinsky er en elektronisk musik kunstner fra Frankrig. Han har bl.a. stået bag nummeret "Nightcall" fra 2010 som Nicolas Winding Refn har brugt på soundtracket til filmen Drive. Nummeret har i januar 2022 over 239 mio. visninger på YouTube.

## Diskografi

### Studiealbums
| Titel  | Albumdetaljer                                                                              | Højeste hitlisteplacering | Højeste hitlisteplacering | Højeste hitlisteplacering | Højeste hitlisteplacering |
| Titel  | Albumdetaljer                                                                              | FRA                       | BEL (Fl)                  | BEL (Wa)                  | SWI                       |
| ------ | ------------------------------------------------------------------------------------------ | ------------------------- | ------------------------- | ------------------------- | ------------------------- |
| OutRun | - Released: 22 February 2013 - Label: Record Makers - Formats: CD, Digital download, vinyl | 2                         | 37                        | 28                        | 38                        |
| Reborn | - Released: TBA - Label: Record Makers - Formats: TBA                                      | —                         | —                         | —                         | —                         |

### EP'er
| År   | Titel                           | Udgivelsestidspunkt | Pladeselskab        |
| ---- | ------------------------------- | ------------------- | ------------------- |
| 2006 | Teddy Boy                       | 16 January 2006     | Record Makers       |
| 2007 | 1986                            | 20 February 2007    | Record Makers       |
| 2008 | Blazer                          | 1 July 2008         | Fool's Gold Records |
| 2010 | Nightcall                       | 26 March 2010       | Record Makers       |
| 2011 | Nightcall (Anniversary Edition) | 11 November 2011    | Record Makers       |
| 2013 | ProtoVision                     | 11 February 2013    | Record Makers       |
| 2013 | Odd Look                        | 22 February 2013    | Record Makers       |

### Singler
| Title                                                           | År   | Højeste hitlisteplacering | Højeste hitlisteplacering | Højeste hitlisteplacering | Højeste hitlisteplacering | Album                  |
| Title                                                           | År   | FRA                       | BEL (Fl)                  | BEL (Wa)                  | SWI                       | Album                  |
| --------------------------------------------------------------- | ---- | ------------------------- | ------------------------- | ------------------------- | ------------------------- | ---------------------- |
| "Nightcall" (featuring Lovefoxxx)                               | 2010 | 10                        | 28                        | 16                        | —                         | OutRun                 |
| "Roadgame"                                                      | 2012 | 12                        | —                         | —*                        | 74                        | OutRun                 |
| "ProtoVision"                                                   | 2012 | 52                        | —                         | —                         | —                         | OutRun                 |
| "Odd Look" (featuring SebastiAn)                                | 2013 | 46                        | —                         | —                         | —                         | OutRun                 |
| "Blizzard"                                                      | 2013 | 167                       | —                         | —                         | —                         | OutRun                 |
| "Odd Look" (featuring The Weeknd)                               | 2013 | —                         | 18                        | 10                        | —                         | Odd Look and Kiss Land |
| "Renegade" (featuring Cautious Clay)                            | 2021 | —                         | —                         | —                         | —                         | Reborn                 |
| "—" denotes a recording that did not chart or was not released. |      |                           |                           |                           |                           |                        |

* Did not appear in the official Belgian Wallonia Ultratop 50 chart, but peaked at number 32 on the Ultratip chart.

### Remix
| År   | Kunstner          | Titel                    |
| ---- | ----------------- | ------------------------ |
| 2007 | Klaxons           | "Gravity's Rainbow"      |
| 2007 | M.I.A.            | "Roder" (A-Trak Re-work) |
| 2008 | Sébastien Tellier | "Roche"                  |
| 2011 | SebastiAn         | "Embody"                 |

### Musikvideoer
| Year | Titel                  | Instruktør       | Udgivelsestidspunkt | Pladeselskab  |
| ---- | ---------------------- | ---------------- | ------------------- | ------------- |
| 2006 | "Testarossa Autodrive" | Jonas & François | 23 June 2006        | Record Makers |
| 2009 | "Dead Cruiser"         | —                | February 2009       | Record Makers |
| 2012 | "ProtoVision"          | Marcus Herring   | 12 December 2012    | Record Makers |
| 2013 | "Odd Look"             | Marcus Herring   | 6 August 2013       | Record Makers |

### Soundtracks
| År   | Titel              | Instruktør           | Sang        |
| ---- | ------------------ | -------------------- | ----------- |
| 2011 | The Lincoln Lawyer | Brad Furman          | "Nightcall" |
| 2011 | Drive              | Nicolas Winding Refn | "Nightcall" |

### Computerspil
| År   | Titel                      | Platform                                      | Sang                                     |
| ---- | -------------------------- | --------------------------------------------- | ---------------------------------------- |
| 2007 | Gran Turismo 5 Prologue    | PlayStation 3                                 | "Testarossa Autodrive (SebastiAn Remix)" |
| 2008 | Grand Theft Auto IV        | PlayStation 3, Xbox 360, Microsoft Windows    | "Testarossa Autodrive (SebastiAn Remix)" |
| 2008 | Midnight Club: Los Angeles | PlayStation 3, Xbox 360, PlayStation Portable | "Wayfarer"                               |
| 2013 | Kavinsky                   | Downloadable app, Mac OS, Microsoft Windows   | OutRun album                             |
| 2013 | Gangstar Vegas             | Downloadable app                              | Nightcall                                |